# Сергеева, Татьяна Яковлевна
Татьяна Яковлевна Сергеева (в девичестве Перешивко; род. 20 июля 1939, Ефимовка, Омская область) — советская свинарка, бригадир животноводческой фермы, зоотехник-селекционер совхоза. Герой Социалистического Труда (1959).

## Биография
Родилась 20 июля 1939 года в деревне Ефимовка Кормиловского района Омской области в многодетной семье. В 1953 году вместе с родителями переехала в совхоз «Победитель» того же района.
После окончания семилетки работала в полеводческой бригаде, затем, с 17-летнего возраста, — свинаркой.
В 1959 г. откормила до веса 100 килограммов 2070 поросят с отъёма.
29 декабря 1959 года Указом Верховного Совета СССР присвоено звание Герой Социалистического Труда (в 20-летнем возрасте).
В 1964 году заочно окончила Омский техникум по специальности зоотехник-организатор и уехала в Прокопьевский район Кемеровской области. Работала зоотехником-селекционером в совхозах «Угольщик» и «Трудармейский». С 1973 по 1990 год бригадир на птицефабрике «Горнячка».
Избиралась делегатом XXII (1961) и XXVII (1986) съездов КПСС.
С 1995 года на пенсии.